# King Curtis
King Curtis, vlastním jménem Curtis Ousley (7. února 1934, Fort Worth, Texas – 13. srpna 1971, New York) byl americký virtuózní saxofonista, hrající žánry rhythm and blues, rock and roll, soul, funk a soul jazz. Byl známý pro své výrazné riffy a sóla jako „Yakety Yak“. Narodil se ve městě Fort Worth v Texasu a vyrůstal se svou vlastní sestrou u adoptivních rodičů. Na saxofon začal hrát ve svých dvanácti letech. Již na střední škole se seznámil se saxofonistou Ornettem Colemanem, s nímž brzy začal vystupovat. Brzy se stal členem kapely Lionela Hamptona a roku 1952 se přestěhoval do New Yorku, kde začal pracovat jako studiový hudebník. Spolupracoval s mnoha hudebníky, mezi které patří například Cornell Dupree, Nat Adderley, John Lennon, Wynton Kelly, Buddy Holly a Bernard Purdie. Byl zabit při hádce se dvěma drogovými dealery před svým vlastním bytem na Manhattanu. V roce 2000 byl posmrtně uveden do Rock and Roll Hall of Fame.

## Diskografie

### King Curtis
- The Good Old Fifties (1959)
- Have Tenor Sax, Will Blow (1959)
- Azure (1960)
- King Soul (1960)
- Soul Meeting (1960)
- Party Time (1961)
- Trouble in Mind (1961)
- Old Gold (1961)
- Night Train (1961)
- Doin' the Dixie Twist (1962)
- Country Soul (1962)
- Soul Twist and other Golden Classics (1962)
- It's Party Time (1962)
- The Best of (1962)
- Soul Serenade (1964)
- Plays Hits made by Sam Cooke (1965)
- That Lovin' Feeling (1966)
- Live at Small's Paradise (1966)
- Play Great Memphis Hits (1967)
- Memphis Soul Stew (1967)
- Sweet Soul (1968)
- Sax in Motion (1968)
- Instant Groove (1969)
- Everybody Talkin (1970)
- Get Ready (1970)
- Blues at Montreux (1971)

### King Curtis and The Kingpins
- King Size Soul (1967)
- Eternally, Soul (1968) s The Shirelles
- Soul Twist (1962) s The Noble Nights
- Live at Fillmore West (1971)